# Fortuna (istennő)

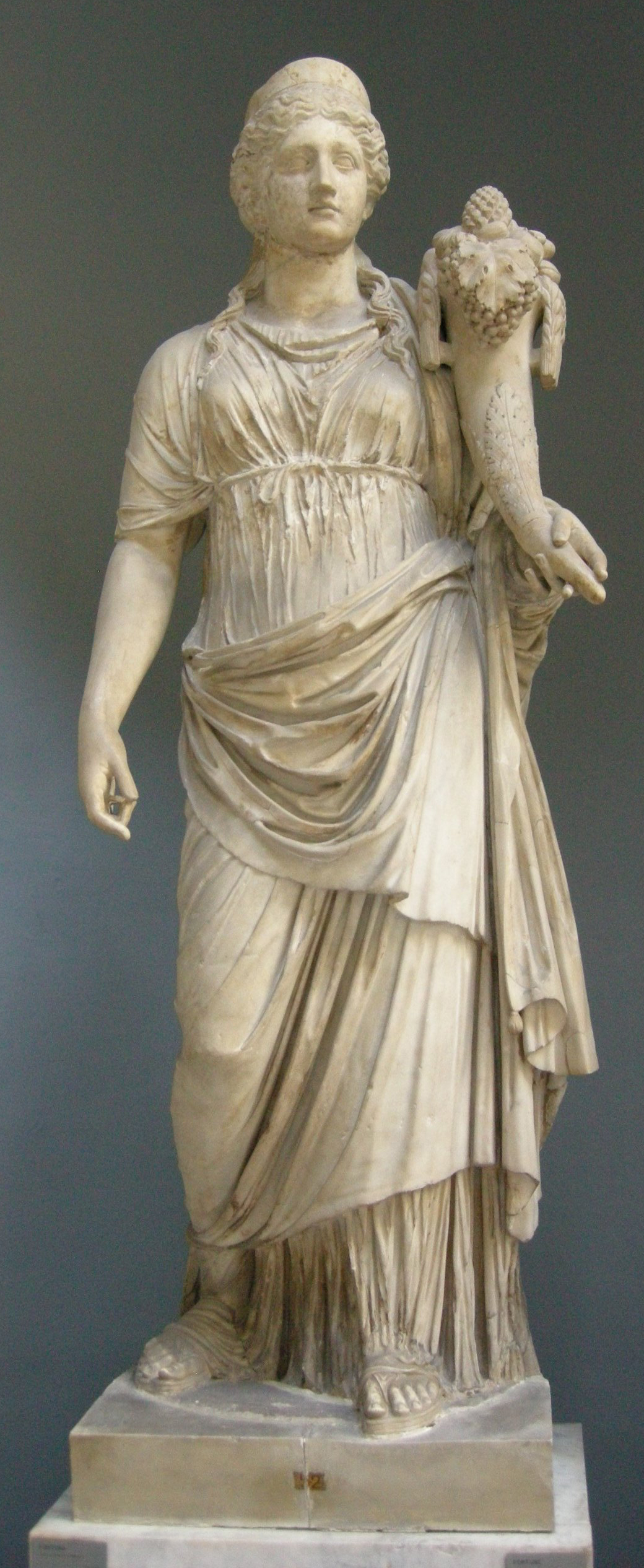
Fortuna bőségszarujával

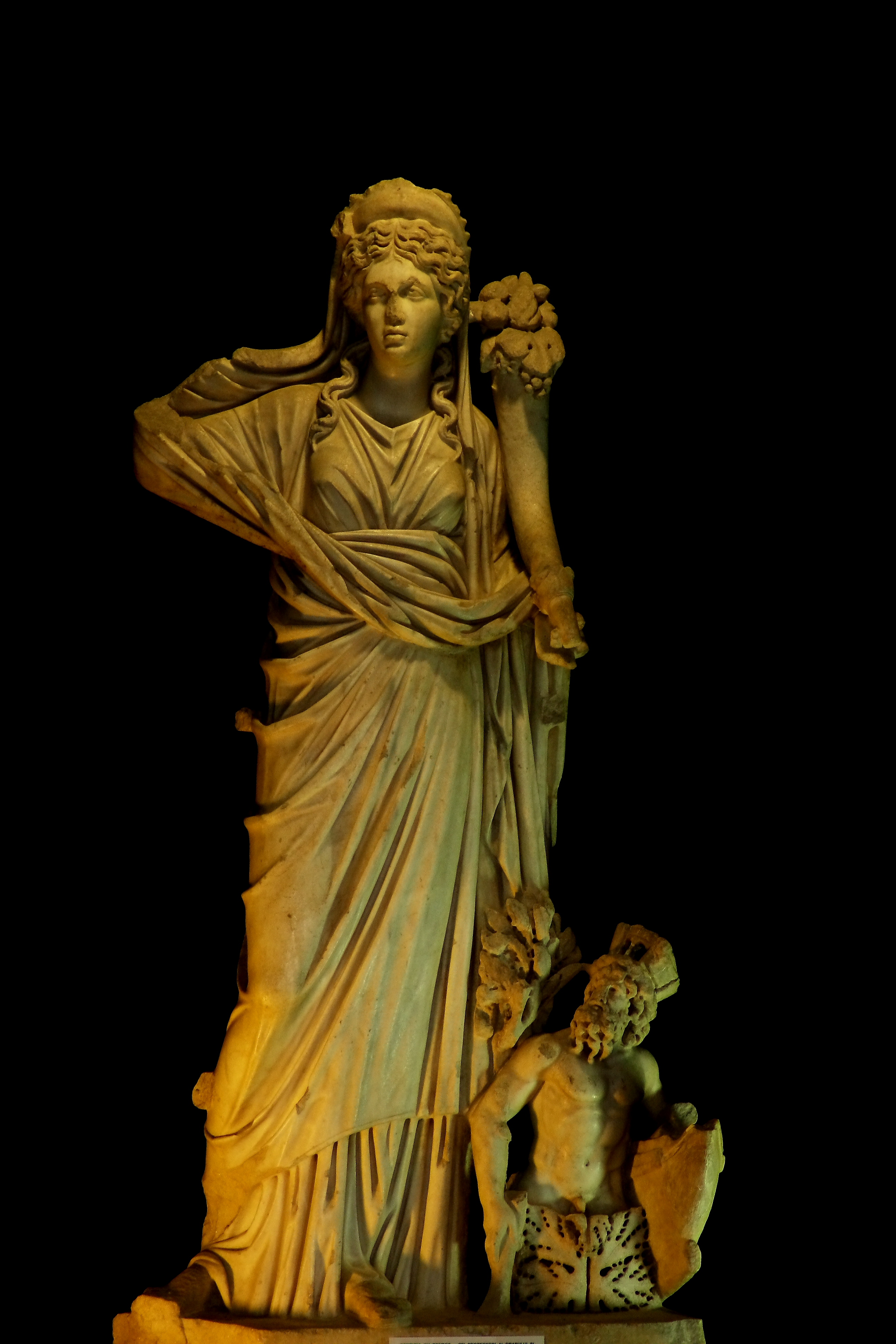
Fortuna és Pontosz

A római mitológiában Fortuna a szerencse, a sors, az élet esetlegességének a megszemélyesítője, istennője (Jupiter első lánya). Nevének jelentése: hozam, hozadék, talán az etruszk Vortumna latinizált változata, ami évenként forgó lányt jelent. Kiszámíthatatlanságának jelképe a szerencsekerék. A középkorban Fortuna kereke az antik toposzok nyomán az emberi élet szeszélyes forgandóságát jelképezte. Ez talán az élet körforgására utaló elnevezés, ami a Bona Rotae (a sors forg[and]ó) középkori szállóigében csúcsosodott ki. A görög Tükhé megfelelője, Iuppiter leánya. Ünnepe június 11-én, a Fors Fortuna napja volt.
Kultuszát Servius Tullius vagy Ancus Martius vezette be. Temploma a Forum Boariumon állt, ezenkívül a Quirinalis-dombon is volt nyilvános szentélye.
Különböző jelzőket is kaphatott, nem feltétlenül pozitívakat.
- Fortuna Dubia – kételkedő, kétes szerencse;
- Fortuna Brevis – ingatag, csapodár (brevis = rövid);
- Fortuna Mala – rossz, gonosz szerencsét hozó (a mala a magyar malőr szóban él tovább).

A középkorban is tisztelték, és további hasonló aspektusokban hivatkoztak rá, például:
- Fortuna Atrox a csörgőkígyó Fortuna
- Fortuna Annonaria szerencse az aratásban
- Fortuna Belli szerencse a háborúban
- Fortuna Primigenia az elsőszülött szerencséje
- Fortuna Virilis a férfiak feljebbjutásának segítője
- Fortuna Redux segít biztonságosan hazajutni
- Fortuna Respiciens
- Fortuna Muliebris a nők szerencséje
- Fortuna Victrix győzelem a csatákban
- Fortuna Augusta az uralkodó szerencséje
- Fortuna Balnearis a fürdők szerencséje
- Fortuna Conservatrix az otthon szerencséje[3]
- Fortuna Equestris a lovagok szerencséje
- Fortuna Huiusque
- Fortuna Obsequens
- Fortuna Privata az egyén szerencséje
- Fortuna Publica a köz szerencséje
- Fortuna Romana Róma szerencséje
- Fortuna Virgo a szűzek szerencséje
- Fortuna Sentie az erősek szerencséje.

Gyakori alakja Isis-Fortuna, kapcsolódik Eventus Bonus kultuszához.